# Lisa Rinna
Lisa DeAnn Rinna (Newport Beach, 11 de julio de 1963) es una actriz y personalidad de televisión estadounidense. Es conocida por haber interpretado los roles de Billie Reed en Days of our Lives, Taylor McBride en Melrose Place, por haber sido la presentadora de Soap Talk, y por participar en los reality shows The Real Housewives of Beverly Hills y Dancing with the Stars.

## Carrera

### Actuación
En 1985, a los veintidós años de edad, Rinna apareció unos breves minutos en el video musical de la canción "Naughty Naughty" del cantante John Parr. Más tarde interpretó a "Annie Derrick", la novia del personaje de Jason Bateman, en cuatro episodios de la serie televisiva The Hogan Family, en 1990. En 1991, actuó en la película para televisión Lies Before Kisses y participó en un episodio de la serie Baywatch.
Rinna consiguió captar la atención del país en 1992, cuando consiguió el papel de "Billie Reed" en el exitoso serial televisivo Days of our Lives. En el programa de la cadena NBC permaneció hasta el año 1995, aunque retornó para interpretar el mismo rol entre los años 2002 y 2003. A finales de la década de 1990 se sumó al elenco protagónico de la serie dramática Melrose Place, desempeñando el papel de "Taylor McBride".

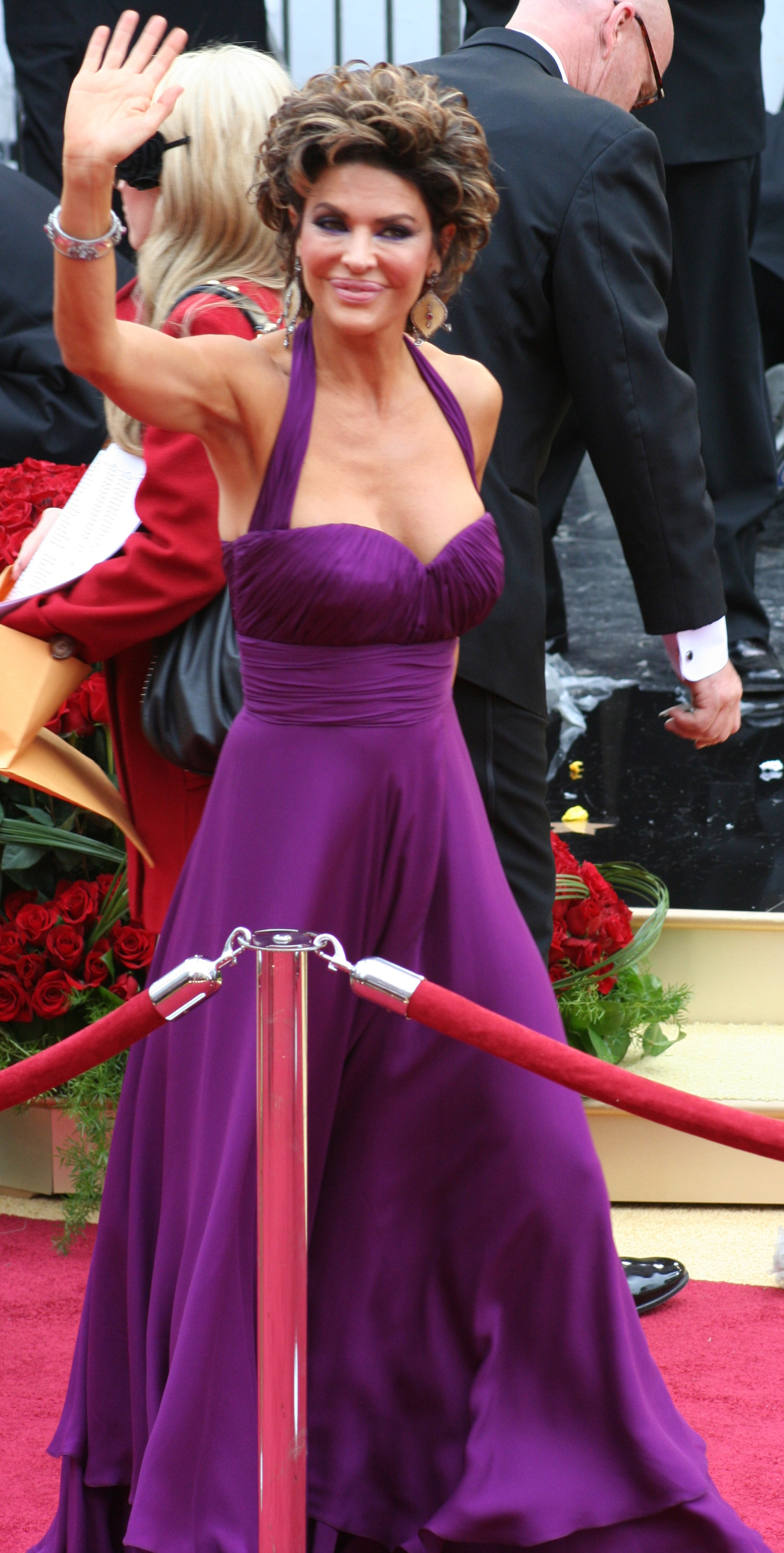
Rinna en la 81.ª ceremonia de entrega de los premios Óscar, en 2009.

### Animación
En 2002, Rinna fue seleccionada para copresentar junto a Ty Treadway el programa televisivo Soap Talk, emitido en la cadena estadounidense Soapnet. Por su desempeño en el ciclo, consiguió ser nominada cuatro veces a los premios Daytime Emmy como mejor animadora. En junio de 2006, SoapNet anaunció que Soap Talk sería retirada de la programación debido a un descenso en las audiencias en su cuarta temporada.
En agosto de 2007, la cadena TV Guide Network eligió a Rinna como reemplazante de la comediante Joan Rivers en la cobertura de la alfombra roja de las diversas ceremonias de premiación. Posteriormente sustituyó en varias ocasiones a Kelly Ripa en el programa matutino de entrevistas Live with Regis and Kelly.

### Programas de telerrealidad
Rinna fue concursante de la segunda temporada del programa
Dancing with the Stars y en varias temporadas de The Real Housewives of Beverly Hills.

### Otros trabajos
En 1998, Rinna apareció por primera vez desnuda en la portada de la revista Playboy. En mayo de 2009, a sus 45 años de edad, la actriz volvió desnudarse para Playboy, apareciendo nuevamente en la tapa de dicha publicación.

## Vida personal
Rinna se casó con el actor Harry Hamlin en 1997. Junto a él tuvo dos hijas, Delilah Belle (nacida en 1998) y Amelia Gray (nacida en 2001). El matrimonio también compartió labores en varias producciones para la televisión.

## Créditos

### Televisión
- Melrose Place (1996-1998)...Taylor McBride
- Days of Our Lives (1993-2002)...Billie Holliday Reed
- SoapTalk (2002-2006)...Presentadora
- Veronica Mars (2005)... Lynn Echolls
- Dancing with the Stars (2006-2008)...Participante
- Big Time Rush (2011)...Mrs. Brooke Diamond

### Cine
- Captive Rage (1988)
- Monday Morning (1990)
- Lies Before Kisses (TV) (1991)
- Robot Wars (1993)
- Close to Danger (TV) (1997)
- Nick Fury: Agent of S.H.I.E.L.D. (1998)
- Good Advice (2001)
- Peace, Love & Bikinis! (2005) (documental)
- Mommy Meanest (2024)